# Novo Hamburgo
Novo Hamburgo (Neu-Hamburg), amtlich portugiesisch Município de Novo Hamburgo, ist die nördlichste Stadt des Ballungsraums Região Metropolitana de Porto Alegre im südlichsten brasilianischen Bundesstaat Rio Grande do Sul. Die Stadt hatte 2021 rund 247.300 Einwohner. Ebenso wie Franca bezeichnet sie sich als „Hauptstadt des Schuhs“ (portugiesisch: „Capital Nacional do Calçado“).

## Geografie
Novo Hamburgo liegt 45 Kilometer nördlich von Porto Alegre und 80 Kilometer südlich von Caxias do Sul. Die Stadt liegt im Tal des Rio dos Sinos. Nördlich von ihr beginnt die Serra Gaúcha.
Die Stadt grenzt an Campo Bom, Dois Irmãos, Estância Velha, Gravataí, Ivoti, Sapiranga, São Leopoldo und Taquara.
Die Gemeindefläche erstreckt sich über 223,7 km². Das Klima ist subtropisch mit einer mittleren Jahrestemperatur von 19,4 °C.

## Geschichte
Die ersten Bewohner im 18. Jahrhundert waren Azoreaner, die sich im Stadtteil Rincão dos Ilhéus angesiedelt haben. Ab 1824 kamen deutsche Einwanderer nach São Leopoldo, ein erstes ländliches Zentrum entstand auf dem Hamburgerberg, dem Kern der heutigen Stadt. Danach kamen immer mehr Engländer in die Stadt und bauten 1870 eine Bahnlinie.
Novo Hamburgo ist nicht von Hamburgern, sondern mehr von Hunsrückern besiedelt worden. Hamburg war jedoch der gemeinsame Einschiffungshafen der deutschen Siedler. 1927 wurde Novo Hamburgo als Stadt gegründet.
Nach dem Kriegseintritt Brasiliens 1944 wurde die Stadt zwischenzeitlich in Marechal Floriano Peixoto umbenannt.

## Bistum Novo Hamburgo
Die Stadt ist Sitz des Bistums Novo Hamburgo, dessen Bischofskirche die Kathedrale São Luís Gonzaga ist.

## Wirtschaft
Novo Hamburgo ist heute eine Industriestadt, insbesondere bestehend aus Gerbereien und Schuhfabriken. Seit den 1990er-Jahren ist die Lederindustrie durch Importe aus Ländern wie China in die Krise gekommen. Eine Diversifizierung findet seitdem statt. Angelockt durch potenzielle Arbeitsplätze kamen viele arme Menschen aus anderen Teilen Brasiliens, so dass Probleme wie Slum-Bildung und fehlende Infrastruktur auftreten.

## Sehenswertes
Im Stadtteil Hamburgo Velho (früher Hamburgerberg) stehen noch einige alte Gebäude. Das Museum für den Maler und Bildhauer Ernesto Frederico Scheffel in einem Haus aus dem Jahre 1890 ist nicht nur als Bauwerk interessant. Daneben steht das älteste erhaltene Gebäude der Stadt Casa Schmitt-Presser, ein Fachwerkhaus von 1831. Das Schuhmuseum Museu Nacional do Calçado befindet sich ebenfalls auf dem Hamburgerberg.

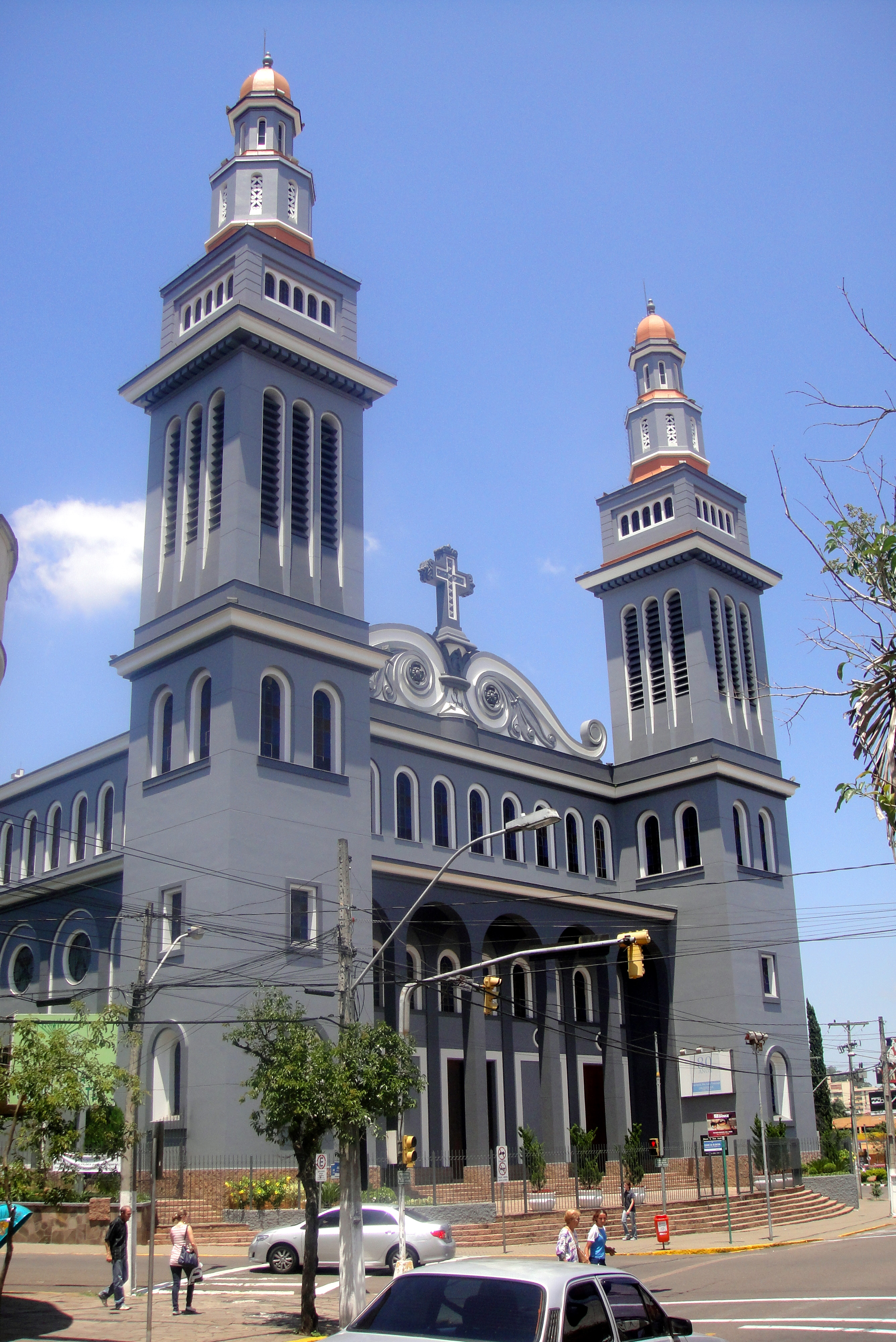
Kathedrale São Luis Gonzaga
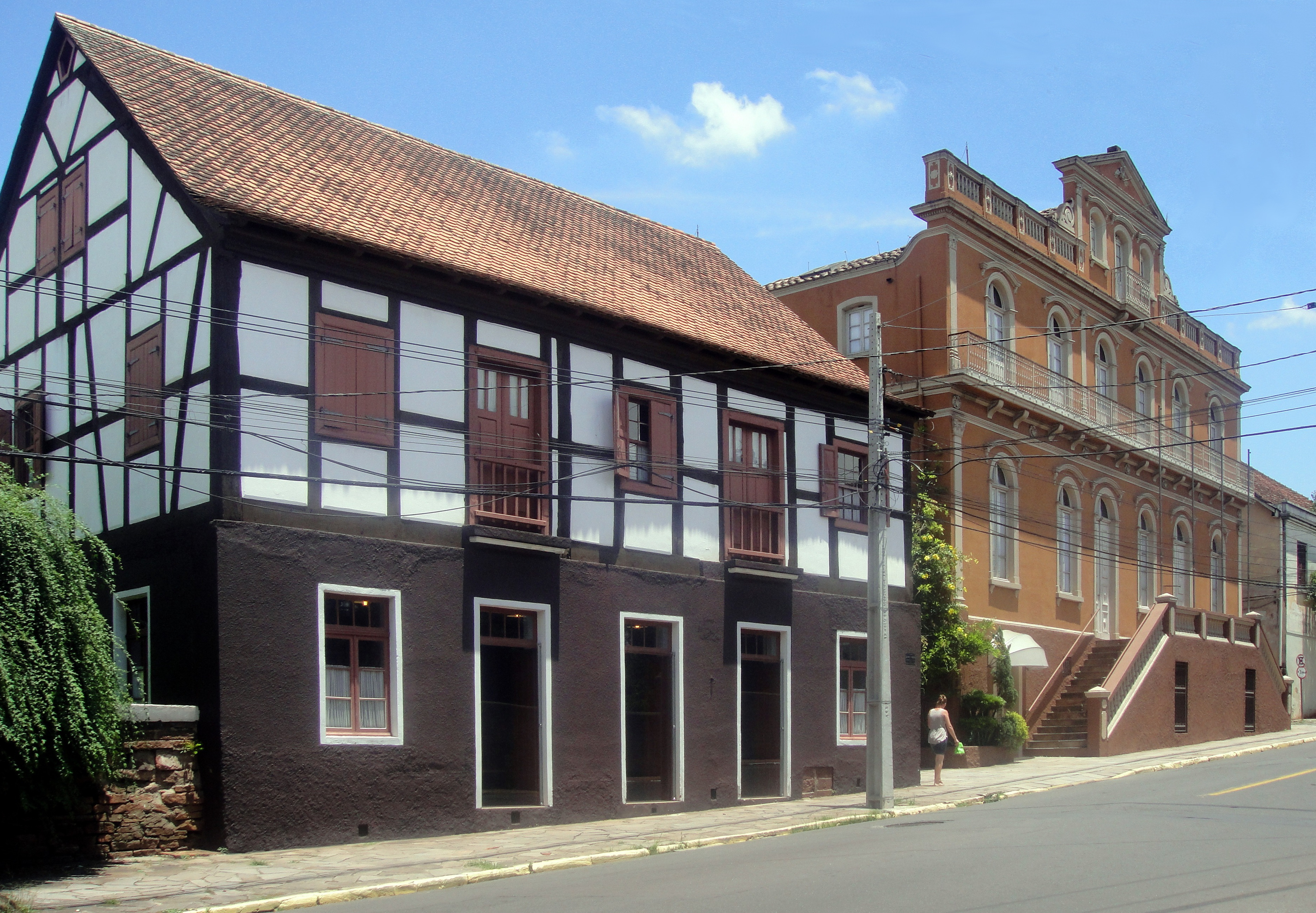
Casa Schmitt-Presser

## Umgebung
In den nahe gelegenen Kleinstädten Ivotí, Dois Irmãos und Sapiranga hat man guten Zugang zu kleinen Flüssen mit Wasserfällen und zu Bergen mit Resten von Urwald. Der höchste Wasserfall mit über 100 m Höhe findet sich bei Santa Maria do Herval. Dort und in kleinen Siedlungen wie Frankenberg oder Muckerberg ist Deutsch auch heute noch Umgangssprache (Riograndenser Hunsrückisch).

## Söhne und Töchter der Stadt
- Jakobine Maurer (1841/42–1874), Sektenführerin
- Júlio Kuntz (1897–1938), Fußballspieler
- Licínio Azevedo (* 1951), Journalist, Schriftsteller, Drehbuchautor, Regisseur und Filmemacher
- André Heller (* 1975), Volleyballspieler, Weltmeister
- Daniela Lanner Mapeli (* 1975), Volleyballspielerin
- Liése Brancão (* 1981), Fußballspielerin und -trainerin
- Maicon (* 1981), Fußballspieler
- Raquel Zimmermann (* 1983), Model
- Bárbara Arenhart (* 1986), Handballspielerin
- Frederico Burgel Xavier (* 1986), Fußballspieler
- Muriel (* 1987), Fußballtorhüter
- César Ramos (* 1989), Rennfahrer
- Alisson (* 1992), Fußballtorhüter
- Matheus Leist (* 1998), Rennfahrer